# Otis (Kansas)
Otis – miasto w Stanach Zjednoczonych, w stanie Kansas, w hrabstwie Rush.